# ナバンティア
ナバンティア（西：Navantia）は、スペインの造船会社。2005年にイサルが保有する特定の造船所およびその他を分離して海軍向け造船事業に特化した株式公開国営公社として設立された。
ナバンティアは業務提携者と密接に結び付く事により、研究開発を推し進めて最先端の製品やサービスを提供し、軍事的な国際的かつ高付加価値製品を提示している。

## 歴史
ナバンティアの歴史は、1730年にスペイン海軍船向けの設計修理を主とする軍事造船所をフェロルとカルタヘナおよびサン・フェルナンドに設けた頃に起源を持つ。
1908年にこれらの造船所は海軍の一部組織に組み込まれ、マルゴルタ（Matagorda）とセスタオ（Sestao）の造船所も付属する事となる。スペイン内戦後に国家兵器廠から引き継いで1947年に公営造船会社バサン（Bazán）が構成される。バサンは外国の技術に依存したうえで造船会社として成立する。その後、バサンは顧客需要の変化に対応するために独自技術の発展を模索する。
2000年にバサンは公営造船グループを吸収合併して国営造船会社イサル（IZAR）が設立されたが、商船部門への政府補助が欧州連合の競争政策に違反するとされ、2005年3月にイサルは経営合理化のために軍事部門、民間部門の分離が図られ、この内の軍事造船部門がナバンティアとして新しく誕生する。
現在は最新鋭のイージスシステム搭載フリゲートやスコルペヌ型潜水艦の開発や大型強襲揚陸艦の建造が可能な技術水準を持つに至る。
2024年12月、イギリスの造船会社で過去に豪華客船のタイタニック号を建造したことでも知られているハーランド・アンド・ウルフの造船所4拠点を買収することを発表した。

## 生産拠点
- リア・デ・フェロル
  - フェロル＝フェネ造船所

新規建造、改造・改装、保守点検および修理。
- カディス湾
  - カディス造船所

新規建造、改造・改装、保守点検および修理。
  - サン・フェルナンド＝プエルト・リアル造船所

最新設備。
- カルタヘナ
  - カルタヘナ造船所

機関工場。機械工場、組立ラインや試験台、熱処理施設および研究施設。潜水艦や特殊船などの建造。

## 建造実績
2008年時点での建造実績と2015年までに予定されている計画および契約分。
- スペイン海軍
  - 強襲揚陸艦「フアン・カルロス1世」
  - アルバロ・デ・バサン級フリゲート5番艦「クリストーバル・コロン」
  - S-80型潜水艦 - 4隻
  - カンタブリア型補給艦（Cantabria 、A-15）
  - 海洋活動艦（es:Buques de Acción Marítima） - 4隻
- オーストラリア海軍
  - キャンベラ級強襲揚陸艦 - 2隻（フアン・カルロス1世の派生型）
  - ホバート級駆逐艦 - 3隻（アルバロ・デ・バサン級フリゲートの派生型、デザインのみ）
- ノルウェー海軍
  - フリチョフ・ナンセン級フリゲート - 2隻
- ベネズエラ海軍
  - ポブセ級哨戒艦（POVZEE）
  - グアイカマクト級海洋巡視船（Guaicamacuto） - 4隻
- アクシオナ（es:Acciona）
  - RORO船 - 2隻